# Флаг Козловского муниципального округа
Флаг Козловского муниципального округа Чувашской Республики Российской Федерации —опознавательно-правовой знак, составленный и употребляемый в соответствии с вексиллологическими правилами, служащий официальным символом муниципального образования, единства его территории, населения, прав и самоуправления. [1].
Утвержден решением Собрания депутатов Козловского района Чувашской Республики № 2/323 от 27 марта 2020 года как флаг Козловского района; Решением Собрания депутатов Козловского муниципального округа от 27 сентября 2022 года № 1/13 принято о решении об использовании флага для муниципального округа, затем флаг бы переутвержден решением Собрания депутатов Козловского муниципального округа от 08 ноября 2022 года № 2/35 как флаг Козловского муниципального округа.
Автор флага: В. Шипунов (г. Мариинский Посад).
Флаг внесён в Государственный геральдический регистр РФ под № 13217.

## Описание
Прямоугольное полотнище с отношением ширины к длине 2:3, воспроизводящее композицию герба Козловского района в синем, белом, малиновом и жёлтом цветах: в лазоревом поле серебряный однократно уширено зубчатый крест, обремененный посередине пурпурной звездой о десяти лучах и сопровожденный в углах золотыми пчелами.

## Обоснование символики
Флаг повторяет композицию и символику герба. Композиция герба отражает исторические и природные особенности Козловского района. Его территория была заселена много столетий назад. Об этом свидетельствуют многочисленные археологические памятники, среди них – Беловолжское поселение, Балановский грунтовый, Мартыновский средневековый, Тюрлеминский курганный могильники. Гидрологическая сеть представлена почти тридцатикилометровым участком Волги, рекой Аниш с ее притоками. Голубой цвет поля щита передает важную роль в развитии районного центра, связанную с великой русской рекой. Козловская пристань была одним из главных пунктов, через который осуществлялась связь экономики Чувашии с всероссийским рынком. Сельскохозяйственная продукция вывозилась в города Казань, Астрахань, Нижний Новгород, Москву, Петербург, а затем – за рубеж. Серебряный крест образует зубчатым делением восьмилучевую звезду из герба Чувашской Республики, что показывает территориальное расположение района в Чувашии. Стороны креста символизируют транспортную сеть, представленную автодорогами республиканского и местного значения, автомагистраль М-7 (Нижний Новгород – Цивильск –Казань), железную дорогу Москва – Казань, проходящую через станцию Тюрлема. В центре креста изображена десятилучевая звезда. Она обозначает количество самостоятельных муниципальных образований Козловского района. Пчела олицетворяет трудолюбие, усердие, организаторские способности, сплоченность жителей района, которые вносят большой вклад в его развитие и процветание. Золотая пчела является одной из фигур герба Н.И. Лобачевского. Дом-музей его имени располагается в усадьбе великого математика. Этот объект культурного наследия федерального значения служит символом исторической преемственности, воплощает неразрывную связь с судьбами видных представителей отечественной культуры.